# HD 190647 b
HD 190647 b는 항성 HD 190647 주위를 3억 970만 킬로미터 떨어져서 돌고 있는, 최소 목성 질량의 약 1.9배의 외계 행성이다. 항성을 1회 공전하는 데에 2.84년 걸린다. 궤도 이심률은 약 18%이다. Dominique Naef 연구진이 2007년 칠레 소재 HARPS 분광 사진기를 이용해, 이 행성을 발견했다.

## 같이 보기
- HD 100777 b
- HD 221287 b

## 참고 문헌
- (영어) Naef 연구진 (2007). “The HARPS search for southern extra-solar planets IX. Exoplanets orbiting HD 100777 , HD 190647 , and HD 221287” (요약). 《Astronomy and Astrophysics》 470 (2): 721–726. doi:10.1051/0004-6361:20077361. 다음 글자 무시됨: ‘10.1051/0004-6361:20077361 ’ (도움말) (웹 인쇄본)